# Godło Gwinei Bissau
Godło Gwinei Bissau zostało przyjęte wkrótce po uzyskaniu niepodległości, w 1973 r. Głównym elementem godła jest okrągłą czerwona tarcza z czarną gwiazdą. Czarna gwiazda jest tradycyjnym panafrykańskim symbolem i jest obecna także na fladze Gwinei Bissau. W dolnej części godła umieszczona jest muszla symbolizująca nadbrzeżne położenie kraju. Z obu stron godło otoczone jest symetrycznie przez gałązki oliwne. Na tle tarczy herbowej znajduje się biała wstęga z portugalskim napisem: Unidade, Luta, Progresso (Jedność, Walka, Postęp). 
Godło utrzymane jest w kolorystyce złoto-zielono-czarnej, tj. kolorach flagi Gwinei Bissau.

## Historia

Herb Gwinei Portugalskiej 1935–1951
1951–1974
Tarcza
Godło Gwinei Bissau 1974–1994